# Nørrestenbro - hvorhen?
|  | Denne artikel er oprettet af botten Steenthbot ud fra en ekstern database. Den kan derfor have sproglige fejl eller mangler. Denne skabelon kan fjernes efter kontrol af indholdet. |

Nørrestenbro - hvorhen? er en dansk dokumentarfilm fra 1979 instrueret af Bodil Knudsen.

## Handling
Et ungt par som netop har været ude og se på ejerlejlighed møder en videogruppe, som er i gang med at lave film om Nørrestenbro. De aftaler at mødes for at se filmen. Der er interview med en beboerforening og trafikgruppen samt en ansvarlig for kommunalb